# Ворона, Иван Демьянович
Иван Демьянович Ворона (10 ноября 1930 год, Короп, Черниговская область, Украина) — бывший начальник Якутского геологического управления Министерства геологии РСФСР, гор. Якутск. Герой Социалистического Труда (1971). Заместитель министра геологии СССР (1974—1986). Заслуженный геолог РСФСР и Якутской АССР.

## Биография
После окончания в 1948 году средней школы поступил на учёбу в Киевский политехнический институт, по окончании которого в 1953 году работал в Читинском геологическом управлении. Потом трудился геологом, старшим геологом, начальником партии, главным геологом, главным инженером в Южно-Якутской геологической экспедиции. В 1963 году назначен начальником Южно-Якутской комплексной геологической экспедиции. Под его руководством велась разведка месторождений различных полезных ископаемых в Южной Якутии.
С 1965 по 1976 года — начальник Якутского геологического управления Министерства геологии РСФСР. Указом Президиума Верховного Совета СССР от 20 апреля 1971 года за выдающиеся успехи в развитии геологоразведочных работ и разведке месторождений полезных ископаемых удостоен звания Героя Социалистического Труда с вручением ордена Ленина и золотой медали «Серп и Молот».
С 1976 по 1984 года — заместитель министра геологии СССР. С 1984 по 1990 года — руководитель геологической службы при Совете экономической взаимопомощи.
Был редактором журнала «Геология и разведка недр».
В 1990 году вышел на пенсию. Проживает в Москве.